# Međunarodni dan protiv nasilja nad ženama
Međunarodni dan protiv nasilja nad ženama, odlukom Ujedinjenih naroda od 17. prosinca 1999. godine, obilježava se u znak sjećanja na dan kada je 25. studenog 1960. godine sestre Patriu, Minervu i Mariu Teresu Mirabal u Dominikanskoj republici brutalno dao ubiti diktator Rafael Trujillo.
Aktivistkinje protiv nasilja u obitelji ovaj dan obilježavaju od 1981. godine. U Kanadi je svaka deseta žena žrtva nasilja svog partnera, u SAD-u svaka šesta, a u Hrvatskoj se svakih 15 minuta fizički zlostavlja jedna žena. Podaci su djelomično točni i zapravo umanjeni jer većina nasilja ostaje neregistrirana, a nasilnici su osobe svih profesija i socijalnih struktura. Iz tih razloga, žene se samoorganiziraju i otvaraju skloništa za žene žrtve nasilja u obitelji. 
U 2021. godini hrvatski mediji su zabilježili da su nakon minute komemoracije za žrtve nasilja, saborske zastupnice centra i lijevog političkog spektra prosvjedovale akcijom u Saboru postavljajući alarme na mobitelima da zvone svakih 15 minuta, a Europski institut za rodnu ravnopravnost objavio je da su u deset država članica EU 444 žene lani bile žrtve intimnih partnera, te zato traže pravnu regulativu za femicid na razini EU.

## Vanjske poveznice
- [neaktivna poveznica]
- Ženska mreža Hrvatske
- Ženska udruga B.a.B.e